# Trent Lott
Trent Lott, właśc. Chester Trent Lott (ur. 9 października 1941) – amerykański polityk, były senator ze stanu Missisipi (wybrany w 1988 i ponownie w 1994, 2000 i 2006), członek Partii Republikańskiej.
Zdobył czwartą kadencję, w wyborach które odbyły się 7 listopada 2006. Jego przeciwnikiem z Partii Demokratycznej był Erik Fleming.
W czerwcu 1996 Lott został wybrany na Lidera większości (ang. Majority Leader) w amerykańskim Senacie, zastępując na tym stanowisku Bob Dole’a. W czerwcu 2001 republikański senator Jim Jeffords opuścił partię, dając większość Partii Demokratycznej, w wyniku czego Lott został liderem mniejszości. Po wyborach roku 2002, w których republikanie odzyskali większość w Senacie, miał znowu stać się liderem większości. Niedługo przed objęciem tej funkcji został jednak zmuszony do wycofania się z roli przewodniczącego republikańskich senatorów w grudniu 2002. Powodem była politycznie niepoprawna wypowiedź podczas przyjęcia z okazji setnych urodzin Stroma Thurmonda. W wypowiedzi tej Lott nieco żartobliwie pochwalił kandydaturę Thurmonda w wyborach prezydenckich roku 1948, mówiąc że gdyby wtedy Thurmond wygrał, „nie mielibyśmy wszystkich tych problemów przez te wszystkie lata”. Wydźwięk tej wypowiedzi był wysoce negatywny, gdyż Thurmond kandydował na platformie utrzymania segregacji ras w stanach amerykańskiego Południa. Z początku Lott próbował zbagatelizować wypowiedź, po kilku dniach zaczął jednak pojawiać się w mediach, zaklinając się, że od wielu lat nie popiera już segregacji i przepraszając. Było to jednak niewystarczające, i po wypowiedzi prezydenta Busha ostro go krytykującej Lott zrezygnował z funkcji przewodniczącego. Następcą Lotta został Bill Frist.
Pokonał niespodziewanie jednym głosem Lamara Alexandra w wyborach na zastępcę lidera/rzecznika dyscyplinarnego mniejszości w Kongresie, który zbierze się 3 stycznia 2007.
Lott niespodziewanie zrezygnował z mandatu senatora w grudniu 2007, aby zostać lobbystą. Następcą do czasu przedterminowych wyborów gubernator Missisipi Hayel Barbour wyznaczył kongresmena Rogera Wickera.
W 2018 filmie Vice w reżyserii Adama McKaya w postać Trenta Lotta wcielł się Paul Perri.